# 영 커뮤니케이션 콘서트 사무국
영 커뮤니케이션 콘서트 사무국(일본어: ヤングコミュニケーション コンサート事務局)은 자니즈 사무소 소속의 각 탤런트의 공연의 주최 및 입장권 (이하 티켓 표기)을 판매하는 회사이다. 본사는 도쿄도 미나토구 아카사카에 위치한다.
자니즈 계열의 "주식회사 영 커뮤니케이션"의 내부에 있는 기관으로, 정식 명칭은 "주식회사 영 커뮤니케이션 콘서트 사무국"으로, 통칭 "콘서트 사무국"이다.

## 개요
자니즈 사무소의 소속 탤런트의 공연(콘서트나 연극 등)의 티켓을 자니즈 패밀리 클럽을 통해 각 탤런트의 팬클럽이나 정보국마다 티켓 판매 고지를 실시, 티켓을 판매하는 것을 주요 업무로 하고있다. 하지만, 소속 탤런트가 출연하는 모든 공연의 티켓을 판매하는 것은 아니다.
팬클럽과 연동하여, 회원 정보는 팬클럽과 공유하고 있다. 또한 팬클럽뿐만 아니라 입장권 전매에 관해서는 엄격한 대응을 하고 있다.

## Jticket
"Jticket"(제이 티켓)은 콘서트 사무국에서 팬클럽의 신청과는 별도로 티켓 신청을 하는 것으로, 팬클럽 회원의 신청 상황에 따라 혹은 팬클럽에서는 취급하지 않는 공연 티켓 판매를 하고, 팬클럽 회원 이외의 신청도 받고있다. 또한, 연락처 등은 콘서트 사무국과 동일이다.

## 같이 보기
- 쟈니즈 사무소
- 쟈니즈 엔터테인먼트
- 제이 스톰
- 제이 드림
- 도쿄 글로브좌
- 자니즈 패밀리 클럽
- 자니즈 카운트다운 라이브